# Говеђи брод
Говеђи брод је приградско насеље у Београду, које се налази на територији општине Земун.

## Локација
Говеђи брод је северозападни продужетак ужег језгра урбаног Земуна, који се налази на десној обали Дунава. Заузима површину приближно између Дунава и пута који повезује Земун и Батајницу (Батајнички друм). Једино урбано насеље које се граничи са Говеђим бродом је Нова Галеника. Насеље се даље протеже северозападно ка Земун Пољу и јужно према насељу Горњи Град.

## Карактеристике
Говеђи брод је скоро у потпуности нестамбени простор. Неки од већих објеката који се налазе у насељу у власништву су Рударског института и Ветеринарског завода. У насељу се такође налази велики број складишта, као и две фабрике које се налазе на самој обали Дунава. То су фабрика шљунка „Аником“ и фабрика за прераду рибе „ДИА“.
Међутим, у јавности најпознатија карактеристика овог насеља је да је то бивше неформално насеље у коме борави ромско становништво. Познато је по томе што има једне од најгорих услова за живљење у Београду (потпуни недостатак текуће воде, струје, канализације итд). Насеље је углавном насељено ромским избеглицама са Косова и Метохије, који су насељени уз само корито Дунава и насеље редовно бива поплављено сваког пролећа са порастом водостаја реке.
Као последица свог положаја, Говеђи брод је буквално збрисан током велике поплаве 2006. године. У фебруару 2007, ромске породице преселиле су се у новоизграђене куће у насељу Плави Хоризонти у Земуну. Међутим, неки од старих становника насеља вратили су се у своје поплављене куће и обновили их, задрживши куће које су им претходно додељене.